# Der Malteser Falke
Der Malteser Falke (engl. Originaltitel: The Maltese Falcon) ist ein Kriminalroman von Dashiell Hammett. Er erschien 1929 zunächst als Feuilletonroman in Black Mask und wurde im Folgejahr als Buch veröffentlicht. Durch seinen realitätsnahen, präzisen Tonfall wirkte er stilbildend für spätere Werke dieses Genres, heute gilt er allgemein als Klassiker. Hammetts Roman erwies sich auch kommerziell als erfolgreich und wurde dreimal in Hollywood verfilmt (1931, 1936 und 1941). Der Malteser Falke selbst ist dabei eine wertvolle, mit Edelsteinen besetzte Goldstatuette, die zum Zweck der Tarnung schwarz bemalt (möglicherweise emailliert) wurde.

## Handlung

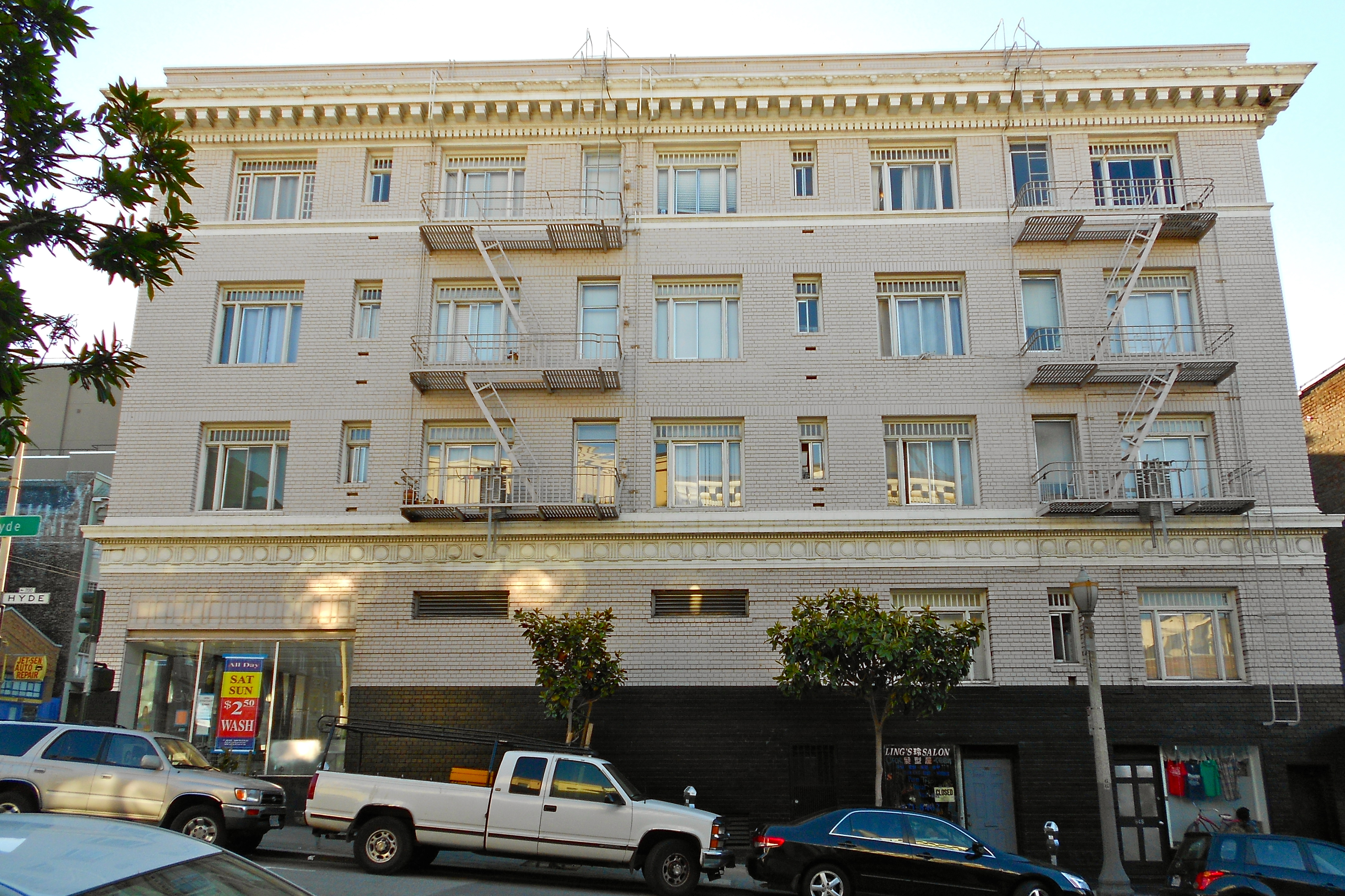
San Francisco, 891 Post Street, Wohnung von Hammett, als er Der Malteser Falke schrieb

San Francisco, Ende der 1920er-Jahre: Die Detektivpartner Sam Spade und Miles Archer werden von einer attraktiven jungen Frau namens „Miss Wonderly“ gebeten, einen scheinbar harmlosen Auftrag zu übernehmen. Sie sollen einen Mann namens Floyd Thursby beschatten, der angeblich mit ihrer Schwester durchgebrannt sei. Spade und Archer sind wenig begeistert, übernehmen aber den Fall, weil Miss Wonderly gutes Geld zahlt. In der Nacht wird Spade von der Polizei angerufen, dass sein Partner Archer erschossen wurde. Spade hält sich zur Verärgerung der Polizei bedeckt und verweigert die Auskunft, von wem Archer beauftragt wurde. Nur wenige Stunden später wird auch der Beschattete Floyd Thursby umgebracht. Die Polizei, insbesondere Lieutenant Dundy, sehen Spade als Verdächtigen und vermuten, dass dieser Floyd erschossen habe, um den Tod von Archer zu rächen. Am nächsten Morgen erscheint Archers Witwe Iva in Spades Büro. Sie und Spade hatten ohne Wissen von Miles eine Affäre miteinander. Iva fragt den verärgerten Spade, ob er Miles getötet habe, damit er sie heiraten könne.
Spade macht sich auf den Weg zu Miss Wonderly, weist aber vorher seine Sekretärin Effie Perine an, das Türschild „Spade & Archer“ mit einem neuen Schild „Samuel Spade“ zu ersetzen. Als Spade seine Klientin im Hotel besucht, erfährt er, dass Miss Wonderly in Wirklichkeit Brigid O’Shaughnessy heißt. Brigid gesteht, dass die gestrige Geschichte um ihre Schwester erfunden war. Spade gibt an, dass er und Archer ihre Lügengeschichte ohnehin nie geglaubt hätten, sie den Auftrag aber wegen der guten Bezahlung angenommen hätten. Später erhält Spade in seinem Büro Besuch durch den geheimnisvollen Joel Cairo, der Spade 5.000 US-Dollar anbietet, falls er die Figur eines schwarzen Vogels aufspüren könnte, die vor kurzem in San Francisco angekommen sei. Cairo zieht plötzlich eine Pistole und will Spades Büro durchsuchen, aber der clevere Spade kann ihn austricksen und niederschlagen. Spade findet heraus, dass Joel Cairo und Brigid O’Shaughnessy sich schon von früher gekannt haben. Brigid reagiert auf die Nennung von Cairos Namen nervös und bittet Spade, ein Treffen mit diesem zu arrangieren, was dieser auch macht.
Beim Treffen in Spades Appartement bei Nacht gibt Cairo an, dass er bereit ist, für die Figur zu zahlen – Brigid sagt jedoch, dass sie diese nicht habe. Beide erwähnen eine mysteriöse Person namens „G“, vor der sie offenbar Angst haben. Ausgerechnet als es zwischen Cairo und Brigid zum Streit kommt, klingeln die Polizisten Polhaus und Dundy an der Tür. Spade will die Polizisten nicht hereinlassen und tatsächlich wollen sie gerade verschwinden, als ein Schrei von Cairo zu hören ist. Die Polizisten verschaffen sich Zugang zum Appartement und wollen Spade, Brigid und Cairo verhaften. Der geistesgegenwärtige Spade gibt an, dass sie nur gespielt hätten, ob die Polizisten auf ein solches Geschrei hereinfallen würden. Widerwillig akzeptieren die Polizisten Spades Erklärung, nehmen aber dennoch Cairo mit zum Verhör aufs Polizeirevier. Brigid weigert sich weiterhin, Spade mehr Informationen über den schwarzen Vogel zu geben. Es kommt zu einer nächtlichen Affäre zwischen den beiden.
Spade wird schon einige Zeit von einem jungen Mann namens Wilmer Cook verfolgt. Er konfrontiert Wilmer und sagt ihm, dass sein Boss, der bereits erwähnte „G“, sich mit ihm treffen sollte. Später bekommt Spade tatsächlich einen Anruf von Casper „G“ Gutman und sie verabreden sich in Gutmans Hotelzimmer. Gutman bietet Spade eine hohe Summe für den schwarzen Vogel, woraufhin Spade blufft, dass er ihn beschaffen könne, aber dazu wissen müsse, worum es sich bei dem Vogel handele. Gutman zögert zunächst, erzählt aber einige Stunden später Spade doch die Geschichte des Vogels: Der Vogel sei das Geschenk des Malteserordens an den König von Spanien gewesen, doch sei der Vogel auf der Überfahrt verloren gegangen. Er war besetzt mit lauter Juwelen, die aber mit einer schwarzen Emaillschicht bedeckt seien, um den Wert zu verdecken. Gutman selbst jagt bereits seit 17 Jahren nach dem Falken und konnte ihn bei einem russischen General in Istanbul ausfindig machen. Gutman schickte O’Shaughnessy nach Istanbul, um den Vogel zu kaufen. Der General wurde dadurch misstrauisch, dass Gutman sich so sehr für einen scheinbar einfachen schwarzen Falken interessierte, und weigerte sich daraufhin zu verkaufen. O’Shaughnessy stahl darauf den Falken, betrog aber Gutman und wollte ihn für sich selbst behalten. Sie holte sich Cairo als neuen Geschäftspartner an ihre Seite, misstraute diesem aber bald. Daraufhin nahm sie sich Floyd Thursby, einen amerikanischen Gangster im Exil, als ihren Beschützer. Brigid und Thursby betrogen Cairo und schoben ihm eine Straftat in die Schuhe. Während Cairo im Gefängnis saß, flohen Brigid und Thursby nach Hongkong.
Der Detektiv sackt schläfrig in Gutmans Hotelzimmer zusammen, da Gutman Drogen in den Whisky von Spade gemischt hatte. Als Spade einige Stunden später aufwacht, ist das Zimmer leer und er kehrt zu seinem Büro zurück. Da erscheint plötzlich der schwer verletzte Kapitän Jacobi vom Schiff La Paloma mit einem Paket in der Hand im Büro. Jacobi stirbt aufgrund seiner Schusswunden. Spade öffnet das Paket, in welchem sich der Vogel befindet. Die zwischenzeitlich unauffindbare Brigid ruft an und bittet Spade dringend um Hilfe. Spade gibt das Paket mit dem Vogel in einer Gepäckaufbewahrung ab, ehe er zum Schiff La Paloma aufbricht, das aber in Flammen steht. Als Spade in Gutmans Hotelzimmer eintrifft, wo angeblich Brigid zu finden sei, trifft er dort nur Gutmans jugendliche Tochter Rhea. Diese wurde unter Drogen gesetzt und mit falschen Informationen gefüttert, sodass sie Spade zuerst auf eine falsche Spur zu einem abgelegenen Ort führt.
Spade kehrt daraufhin zu seiner Wohnung zurück, wo Brigid, Joel Cairo, Casper Gutman und Wilmer bereits warten. Gutman übergibt Spade die 10.000 US-Dollar für den Vogel, doch der stellt eine weitere Forderung an die vier Kriminellen: Man brauche einen Sündenbock, der gegenüber der Polizei die Schuld für die Morde übernehme. Nach längerem Tauziehen und vor allem auf Wunsch von Spade wird Wilmer als Sündenbock ausgewählt, da er dieselbe Waffe hat, mit der Archer und der Kapitän umgebracht wurden. Während dieser Diskussion erfährt Spade weitere Einzelheiten zur Vorgeschichte und zu den Morden. Schließlich weist Spade seine Sekretärin Effie an, ihm den Vogel zu bringen. Gutman kratzt an einer Stelle die Bemalung der Figur ab und muss zu seinem Schrecken feststellen, dass der Vogel eine Fälschung ist. In der allseitigen Aufregung kann Wilmer, der sich von Gutman betrogen fühlt, flüchten. Gutman, der sich langsam wieder in Fassung bringen kann und seine Suche nach dem Vogel fortsetzen will, zwingt Spade mit der Pistole, ihm die 10.000 Dollar wiederzugeben. Spade behält nur 1.000 US-Dollar für die geleisteten Mühen.
Sofort nachdem Cairo und Gutman verschwunden sind, verständigt Spade die Polizei und berichtet, dass Wilmer sowohl Thursby als auch Captain Jacobi getötet habe. Er verrät auch Mr. Gutman als Drahtzieher und gibt den Polizisten dessen Adresse. Gutman hatte nicht damit gerechnet, dass Spade ihn verrät, da – so schien es ihm – dieser selbst zu tief in der Sache stecke. Tatsächlich muss Spade seine Festnahme befürchten und konfrontiert nun Brigid, die er für die Mörderin von Archer hält. Brigid muss schließlich gestehen, dass sie Archer engagiert hatte, um ihren ungeliebten Komplizen Thursby aus San Francisco zu verjagen. Als dies nicht gelang und Thursby sich von dem Verfolger Archer unbeeindruckt zeigte, erschoss Brigid kaltblütig Archer, um den Mord Thursby in die Schuhe schieben zu können und ihn auf diese Art loszuwerden. Als sie erfuhr, dass auch Thursby ermordet worden war, wurde ihr klar, dass Gutman in der Stadt und ihr auf den Fersen war. Sie kam daraufhin zu Spade, um Schutz zu suchen.
Brigid will nun erreichen, dass Spade sie vor der Polizei schützt, und versichert ihm ihrer Liebe. Spade lehnt ab und führt ihr kühl seine Gründe aus: Sie hätte seinen Detektivpartner erschossen und die Ehre eines Detektivs würde es ihm verbieten, sie laufen zu lassen. Deckte er sie, hielte die Polizei ihn für den Mörder. In jedem Fall könnte sie ihn jederzeit als Mitwisser anzeigen und vielleicht an den Galgen bringen. Spade bemerkt, dass Brigid als attraktive und charmante Frau hingegen große Chancen habe, den Staatsanwalt und die Jury so zu überzeugen, dass sie mit „nur“ 20 Jahren Haft davonkäme. Sollte sie jedoch gehängt werden, verspricht Spade, immer an sie zu denken. Kaum hat Spade ihr diesen „Trost“ seines Gedenkens angedeihen lassen, trifft die Polizei ein und verhaftet Brigid. Spade erfährt, dass Wilmer am Hotel gewartet und seinen Boss Gutman für dessen Verrat, nämlich die Bereitschaft, ihn der Polizei auszuliefern, erschossen habe. Joel Cairo habe bei der Polizei ein ausführliches Geständnis abgelegt.
Wenig später sitzt Spade wieder wie üblich in seinem Büro. Der Roman endet damit, dass Effie ihm mitteilt, dass Iva Archer ihn sprechen wolle.

## Bedeutung und Interpretation
Dashiell Hammett kehrt im Malteser Falken die klassische Rollenverteilung des Krimis von „Schurke“ und „Detektiv“ um. Im Verlauf des Romans wird immer deutlicher, dass jede Person in erster Linie ihren eigenen Vorteil sucht, ohne Moral oder Gesetze zu beachten. Nicht zuletzt dieser Egoismus führt letztlich zur Erfolglosigkeit der Bestrebungen der Figuren. Der Leser wird darüber im Unklaren gelassen, ob der Privatdetektiv Sam Spade in seinen Verhandlungen mit den Verbrechern ernsthaft an einer Zusammenarbeit interessiert ist oder dies nur vorgibt, um den Fall zu klären. Erst ganz zum Schluss, als sich herausstellt, dass der „Schatz“ nicht gehoben werden kann, werden die geschehenen Morde aufgeklärt.
Im Gegensatz zu vielen anderen Krimis wird hier die Gesellschaft nicht in die „normalen“ Rechtschaffenen und die „anormalen“ Verbrecher eingeteilt. Jeder erscheint als (potentiell) korrupt. Der Malteser Falke bricht mit traditionellen Klischees und gilt als einer der ersten Kriminalromane des Realismus. Der Realismus entsteht auch dadurch, dass Hammett über Jahre in einem Detektivbüro gearbeitet hatte und den Alltag dieses Berufs kannte. Die Figur des Detektivs Sam Spade, der hartgesotten, zynisch und nicht unbedingt sympathisch auftritt, wurde zum Vorbild für viele Detektive (siehe „Hardboiled Detective“).
Der Erzähler bleibt den gesamten Roman über an der Seite von Spade und begleitet dessen Ermittlungen konsequent, hält aber dennoch Distanz zu diesem: So werden dem Leser nie die inneren Gedanken von Spade und den anderen Figuren präsentiert, es sei denn, die Figuren sprechen sie selbst aus; stattdessen werden meist ausschließlich die äußerlichen Kennzeichen wie Mimik und Gestik Spades geschildert.

## Vorläufer
Die Anlage des Mordes an seinem Partner Miles Archer, die Spades Ermittlungen auslöst inklusive der Identifikation des Mörders aus den Umständen der Ermordung hat Hammett fast identisch aus seiner Kurzgeschichte Wer erschoss Bob Teal? (Who Killed Bob Teal?) übernommen, die im November 1924 erstmals in True Detective Stories erschien.

## Verfilmungen
Der Roman wurde insgesamt dreimal verfilmt. Die erste Verfilmung The Maltese Falcon entstand 1931 unter Regie von Roy Del Ruth mit Ricardo Cortez und Bebe Daniels in den Hauptrollen. Der Film ließ sich einige Freiheiten. Äußerst lose ging die zweite Verfilmung Satan Met a Lady von 1936 unter Regie von William Dieterle mit dem Originalstoff um: Mit Warren William und Bette Davis in den Hauptrollen besetzt, wurde die ursprüngliche Handlung des Romans zu einer Kriminalkomödie umgearbeitet.
Die dritte und bisher letzte Verfilmung von 1941 mit dem Titel Die Spur des Falken unter der Regie von John Huston bildet mit einigen anderen etwa zur gleichen Zeit entstandenen Filmen den klassischen Kern des Film noir. Es spielen Humphrey Bogart in der Hauptrolle als Sam Spade sowie Mary Astor, Sydney Greenstreet und Peter Lorre. Er gilt heute als einer der Klassiker des Kriminalfilms und als beste der drei Verfilmungen. Die Spur des Falken ist ebenfalls am werkgetreuesten zum Originalmaterial.

## Auszeichnungen
In der 1998 aufgestellten Liste der 100 besten englischsprachigen Romane des 20. Jahrhunderts der Modern Library rangiert Der Malteser Falke auf Platz 56.